# مستشفى الأميرة بسمة
مستشفى الأميرة بسمة مستشفى يتبع وزارة الصحة تأسس المستشفى سنة 1953 وأُفتتح سنة 1960، بطاقة استيعابية حينها لاتتجاوز 50 سريراً، يقع المستشفى في منطقة البارحة في مدينة إربد شمال الأردن.

## تاريخ
اُفتتح مستشفى الأميرة بسمة التعليمي عام 1960، ليخدم أبناء محافظات شمال الأردن، ومع الزيادة السكانية تم زيادة عدد أسِرَّة المستشفى ليصبح 120 سريرًا مُجهزًا وذلك عام 1970م. عام 1987م عُقد اتفاقية مع جامعة العلوم والتكنولوجيا الأردنية ليكون مستشفا تعليميا لطلبة الطب والعلوم الطبية الأخرى. وفي عــام 1989م، تم إضافة عدة من أقسام جديدة كقسـم الأعصاب وقسـم الأسنان وكذلك وحدة العناية الحثيثة والإنعاش.
مع افتتاح مستشفى الأميرة بديعة للأمراض النسائية والتوليد ومستشفى الأميرة رحمة لأمراض الأطفال في الأعوام 1994م و1996م بالتوالي في مدينة اربد، نُقلت أقسام النسائية والأطفال بكوادرها المتخصصة إلى هاتين المستشفيين.

### التوسعة
قامت الحكومة بإعداد الدراسات والتصاميم الخاصة بمشروع المستشفى الجديد سيكون بسعة 350 سريرا وبكلفة تصل إلى نحو 70 مليون دينار، بتمويل من البنك السعودي للتنمية، اعتباراً من العام 2017، علماً أن عدد أسرّة المستشفى حالياً 230 سريراً.

## وصلات خارجية
- الموقع الرسمي لوزارة الصحة في الأردن